# هستینگ‌لی
هستینگ‌لی (به انگلیسی: Hastingleigh) یک روستا و محله مدنی در بریتانیا است که در Ashford واقع شده‌است. هستینگ‌لی ۶٫۳۳ کیلومتر مربع مساحت و ۲۳۰ نفر جمعیت دارد.